# 佩盧
佩盧（法語：Pélou），是馬里的城鎮，位於該國中部，由莫普提區的邦賈加拉省負責管轄，面積103平方公里，海拔高度469米，2009年人口4,348，人口密度每平方公里42人。